# Марсело Естігаррібія
Марсело Естігаррібія (ісп. Marcelo Estigarribia, нар. 21 вересня 1987, Фернандо-де-ла-Мора) — парагвайський футболіст, півзахисник клубу «Аталанта».
Виступав, зокрема, за клуби «Серро Портеньйо» та «Сампдорія», а також національну збірну Парагваю.
Чемпіон Італії.

## Клубна кар'єра
Народився 21 вересня 1987 року в місті Фернандо-де-ла-Мора. Вихованець юнацьких команд футбольних клубів «Уніон Пасіфіко» та «Спорт Коломбія». У дорослому футболі дебютував 2005 року виступами за команду клубу «Спорт Колумбія», в якій провів 10 матчів чемпіонату.
Своєю грою за цю команду молодий гравець привернув увагу представників тренерського штабу клубу «Серро Портеньйо», до складу якого приєднався 2006 року. Відіграв за команду з Асунсьйона наступні два сезони своєї ігрової кар'єри. Більшість часу, проведеного у складі «Серро Портеньйо», був основним гравцем команди.
Протягом 2008—2009 років пробував сили в Європі, захищав кольори французького «Ле-Мана». У Франції отримати регулярне місце в основній команді не зміг і 2010 року повернувся до Південної Америки, де півтора сезони грав на умовах оренди за аргентинський «Ньюеллс Олд Бойз». Граючи у складі «Ньюеллс Олд Бойз» вже знову здебільшого виходив на поле в основному складі команди.
2011 року новим клубом Марсело став уругвайський «Депортіво Мальдонадо», який, утім, відразу ж віддав гравця в оренду до Італії. В італійській першості першим клубом парагвайця став легендарний «Ювентус», згодом були «Сампдорія» та «К'єво».
До складу «Аталанти» приєднався 2014 року, також на умовах оренди.

## Виступи за збірні
2007 року залучався до складу молодіжної збірної Парагваю. На молодіжному рівні зіграв у 8 офіційних матчах.
2008 року дебютував в офіційних матчах у складі національної збірної Парагваю. Наразі провів у формі головної команди країни 33 матчі, забивши 1 гол.
У складі збірної був учасником розіграшу Кубка Америки 2011 року в Аргентині, де разом з командою здобув «срібло».

## Статистика виступів

### Статистика клубних виступів
| Сезон                        | Команда                      | Чемпіонат                    | Чемпіонат | Чемпіонат | Національний кубок | Національний кубок | Національний кубок | Континентальні кубки | Континентальні кубки | Континентальні кубки | Інші змагання | Інші змагання | Інші змагання | Усього | Усього |
| Сезон                        | Команда                      | Ліга                         | Ігор      | Голів     | Ліга               | Ігор               | Голів              | Ліга                 | Ігор                 | Голів                | Ліга          | Ігор          | Голів         | Ігор   | Голів  |
| ---------------------------- | ---------------------------- | ---------------------------- | --------- | --------- | ------------------ | ------------------ | ------------------ | -------------------- | -------------------- | -------------------- | ------------- | ------------- | ------------- | ------ | ------ |
| 2005                         | Спорт Колумбія               | 2Д                           | 10        | 0         | -                  | -                  | -                  | -                    | -                    | -                    | -             | -             | -             | 10     | 0      |
| 2006                         | Серро Портеньйо              | ПД                           | 1         | 0         | -                  | -                  | -                  | -                    | -                    | -                    | -             | -             | -             | 1      | 0      |
| 2007                         | Серро Портеньйо              | ПД                           | 23        | 2         | -                  | -                  | -                  | -                    | -                    | -                    | -             | -             | -             | 23     | 2      |
| 2008                         | Серро Портеньйо              | ПД                           | 21        | 4         | -                  | -                  | -                  | КЛ                   | 2                    | 0                    | -             | -             | -             | 23     | 4      |
| Усього за «Серро Портеньйо»  | Усього за «Серро Портеньйо»  | Усього за «Серро Портеньйо»  | 45        | 6         |                    | -                  | -                  |                      | 2                    | 0                    |               | -             | -             | 47     | 6      |
| 2008–09                      | Ле Ман                       | Л1                           | 5         | 0         | КФ                 | 1                  | 0                  | -                    | -                    | -                    | -             | -             | -             | 6      | 0      |
| 2009-10                      | Ле Ман                       | Л1                           | 7         | 0         | КФ                 | 0                  | 0                  | -                    | -                    | -                    | -             | -             | -             | 7      | 0      |
| Усього за «Ле Ман»           | Усього за «Ле Ман»           | Усього за «Ле Ман»           | 12        | 0         |                    | 1                  | 0                  |                      | -                    | -                    |               | -             | -             | 13     | 0      |
| 2010                         | Ньюеллс Олд Бойз             | ПД                           | 15        | 0         | -                  | -                  | -                  | КЛ                   | 1                    | 0                    | -             | -             | -             | 16     | 0      |
| 2010–11                      | Ньюеллс Олд Бойз             | ПД                           | 30        | 0         | -                  | -                  | -                  | ПК                   | 6                    | 1                    | -             | -             | -             | 36     | 1      |
| Усього за «Ньюеллс Олд Бойз» | Усього за «Ньюеллс Олд Бойз» | Усього за «Ньюеллс Олд Бойз» | 45        | 0         |                    | -                  | -                  |                      | 7                    | 1                    |               | -             | -             | 52     | 1      |
| 2011–12                      | Ювентус                      | A                            | 14        | 1         | КІ                 | 4                  | 0                  | -                    | -                    | -                    | -             | -             | -             | 18     | 1      |
| 2012–13                      | Сампдорія                    | A                            | 34        | 2         | КІ                 | 1                  | 0                  | -                    | -                    | -                    | -             | -             | -             | 35     | 2      |
| 2013-14                      | К'єво                        | A                            | 16        | 0         | КІ                 | 1                  | 0                  | -                    | -                    | -                    | -             | -             | -             | 17     | 0      |
| 2014                         | Аталанта                     | A                            | 12        | 1         | КІ                 | 0                  | 0                  | -                    | -                    | -                    | -             | -             | -             | 12     | 1      |
| 2014–15                      | Аталанта                     | A                            | 6         | 1         | КІ                 | 1                  | 0                  | -                    | -                    | -                    | -             | -             | -             | 7      | 1      |
| Усього за кар'єру            | Усього за кар'єру            | Усього за кар'єру            | 193       | 11        |                    | 7                  | 0                  |                      | 9                    | 1                    |               | -             | -             | 210    | 12     |

### Статистика виступів за збірну
| Дата       | Місто          | Господарі      | Результат               | Гості          | Турнір                          | Голи | Примітки |
| ---------- | -------------- | -------------- | ----------------------- | -------------- | ------------------------------- | ---- | -------- |
| 22-5-2008  | Йокогама       | Кот-д'Івуар    | 1 – 1                   | Парагвай       | Kirin Cup 2008                  | -    |          |
| 27-5-2008  | Сайтама        | Японія         | 0 – 0                   | Парагвай       | Kirin Cup 2008                  | -    |          |
| 31-5-2008  | Тулуза         | Франція        | 0 – 0                   | Парагвай       | товариський матч                | -    |          |
| 19-11-2008 | Маскат         | Оман           | 0 – 1                   | Парагвай       | товариський матч                | -    |          |
| 28-3-2009  | Монтевідео     | Уругвай        | 2 – 0                   | Парагвай       | Відбір до ЧС 2010               | -    |          |
| 12-8-2009  | Сеул           | Південна Корея | 0 – 0                   | Парагвай       | товариський матч                | -    |          |
| 31-3-2010  | Асунсьйон      | Парагвай       | 1 – 1                   | ПАР            | Копа Вісіон Банко               | 1    |          |
| 15-5-2010  | Ньйон          | Парагвай       | 1 – 0                   | Північна Корея | товариський матч                | -    |          |
| 30-5-2010  | Тонон-ле-Бен   | Кот-д'Івуар    | 2 – 2                   | Парагвай       | товариський матч                | -    |          |
| 4-9-2010   | Йокогама       | Японія         | 1 – 0                   | Парагвай       | товариський матч                | -    |          |
| 7-9-2010   | Нанкін         | КНР            | 1 – 1                   | Парагвай       | товариський матч                | -    |          |
| 26-3-2011  | Окленд         | Мексика        | 3 – 1                   | Парагвай       | товариський матч                | -    |          |
| 29-3-2011  | Нашвілл        | США            | 0 – 1                   | Парагвай       | товариський матч                | -    |          |
| 4-6-2011   | Санта-Крус     | Болівія        | 0 – 2                   | Парагвай       | Копа Пас дель Чако 2011         | -    |          |
| 7-6-2011   | Луке           | Парагвай       | 0 – 0                   | Болівія        | Копа Пас дель Чако 2011         | -    |          |
| 23-6-2011  | Асунсьйон      | Парагвай       | 0 – 0                   | Чилі           | товариський матч                | -    |          |
| 3-7-2011   | Санта-Фе       | Парагвай       | 0 – 0                   | Еквадор        | Копа Америка 2011 - 1-й етап    | -    |          |
| 9-7-2011   | Кордова        | Бразилія       | 2 – 2                   | Парагвай       | Копа Америка 2011 - 1-й етап    | -    |          |
| 14-7-2011  | Сальта         | Парагвай       | 3 – 3                   | Венесуела      | Копа Америка 2011 - 1-й етап    | -    |          |
| 17-7-2011  | Ла-Плата       | Бразилія       | 0 – 0 д.ч. (0 - 2 п.п.) | Парагвай       | Копа Америка 2011 - чвертьфінал | -    |          |
| 20-7-2011  | Мендоса        | Парагвай       | 0 – 0 д.ч. (5-3 п.п.)   | Венесуела      | Копа Америка 2011 - півфінал    | -    |          |
| 24-7-2011  | Буенос-Айрес   | Уругвай        | 3 – 0                   | Парагвай       | Копа Америка 2011 - Фінал       | -    |          |
| 2-9-2011   | Панама         | Панама         | 0 – 2                   | Парагвай       | товариський матч                | -    |          |
| 6-9-2011   | Сан-Педро-Сула | Гондурас       | 0 – 3                   | Парагвай       | товариський матч                | -    |          |
| 7-10-2011  | Ліма           | Перу           | 2 – 0                   | Парагвай       | Відбір до ЧС 2014               | -    |          |
| 11-10-2011 | Асунсьйон      | Парагвай       | 1 – 1                   | Уругвай        | Відбір до ЧС 2014               | -    |          |
| 11-11-2011 | Асунсьйон      | Парагвай       | 2 – 1                   | Еквадор        | Відбір до ЧС 2014               | -    |          |
| 15-11-2011 | Сантьяго       | Чилі           | 2 – 0                   | Парагвай       | Відбір до ЧС 2014               | -    |          |
| 16-8-2012  | Вашингтон      | Парагвай       | 3 – 3                   | Гватемала      | товариський матч                | -    |          |
| 7-9-2012   | Кордова        | Аргентина      | 3 – 1                   | Парагвай       | Відбір до ЧС 2014               | -    |          |
| 11-9-2012  | Асунсьйон      | Парагвай       | 0 – 2                   | Венесуела      | Відбір до ЧС 2014               | -    |          |
| 12-10-2012 | Барранкілья    | Колумбія       | 2 – 0                   | Парагвай       | Відбір до ЧС 2014               | -    |          |
| 10-10-2014 | Чхонан         | Південна Корея | 2 – 0                   | Парагвай       | товариський матч                | -    |          |
| Усього     |                | Матчів         | 33                      |                | Голів                           | 1    |          |

## Титули і досягнення
- Чемпіон Італії (1):

«Ювентус»: 2011–12
- Срібний призер Кубка Америки: 2011